# Presa di Roxburgh (1314)
La presa di Roxburgh del 1314 fu un assedio al castello di Roxburgh combattuto il 19 febbraio 1314 tra le forze reali scozzesi guidate da James Douglas, signore di Douglas e l'esercito reale inglese guidato da William de Fiennes. L'assedio fu il preludio della battaglia di Bannockburn

## Antefatto
Sir James Douglas, signore di Douglas, dopo la sua vittoria sul Clan MacDougall, aveva catturato diversi castelli agli inglesi, ma l'idea principale rimaneva la conquista del castello di Roxburgh, uno dei più importanti della zona.

## L'assedio
Il castello di Roxburgh sorgeva in una posizione inespugnabile ed era ben guardato. Douglas e Walter Stewart (VI grande intendente di Scozia), travestirono i loro uomini da mucche e la guarnigione locale non si accorse della loro presenza attorno ai terreni del fortilizio. Col favore della notte, dunque, utilizzarono delle scale per salire le mura e prendere possesso del castello, cogliendo gli inglesi totalmente di sorpresa. La guarnigione venne decimata, ferendo inoltre il comandante con una freccia.

## Conseguenze
La Lanercost Chronicle riporta come "gli scozzesi rasero al suolo lo stupendo castello [di Roxburg], come già avevano fatto con molti altri castelli che erano riusciti a catturare, così che gli inglesi non poterono più utilizzarlo."